# R5 (乐队)
是美国加利福尼亚州洛杉矶流行摇滚乐队。其成員包括：、羅斯·林奇、和，于2009年成立。2010年3月，他们自己发行一张迷你专辑，和好莱坞唱片公司制作的专辑在2013年九月发行。单曲在2013年2月19日发行，赢得众多在线粉丝，广受好评，乐队被称作。

## 成员
- –  贝司吉它、主唱
- –  主音吉它、主唱
- 羅斯·林奇 –  旋律吉它、主唱
- –  键盘、铃鼓、和声歌手
- –  爵士鼓、打击乐器、和声歌手

### 单曲
| "Loud"                                 | 2013 | — | Loud (EP) |
| "—" 表明没被记录或者没在那个国家发行。 |      |   |           |

## 参照
1. ↑  . MTV. 2014-12-22  [2014-12-22]. （原始内容存档于2014-12-25）.
2. ↑  . MTV. 2013-10-04  [2013-10-04]. （原始内容存档于2013-10-04）.
3. ↑  . AllMusic.   [August 23, 2015]. （原始内容存档于2015-09-01）.
4. ↑  Staff. . asweetbeat.com. April 26, 2012  [January 12, 2013]. （原始内容存档于2013年1月2日）.